# Sarcoglycan Epsilon
Sarcoglycan Epsilon (ε) ist ein Protein aus der Gruppe der Sarcoglycane, welches im Menschen durch das SGCE-Gen codiert wird. Es gehört zur Familie der Sarcoglycane, die gemeinsam mit Dystroglycanen die transmembrane Komponente des Dystrophin-Glycoprotein-Komplexes bilden. Dieser kommt in der Sarkolemm von Muskelzellen quergestreifter Muskulatur vor und stellt die Verbindung des F-Aktin des Zytoskeletts mit Elementen der Extrazellulärmatrix her, um Beeinträchtigungen der Sarkolemm durch Scherkräfte zu verhindern. Beteiligung an diesem Komplex finden allerdings nur die Sarcoglycane α, β, γ, und δ, nicht jedoch ε. Während die anderen Sarcoglycane spezifisch im quergestreiften Muskel vorkommen, findet sich Sarcoglycan ε an verschiedenen Stellen im menschlichen Körper, wie Lungen, Leber, Nieren und Milz, vor allem aber in Nervenzellen. Die genaue Rolle von Sarcoglycan ε in den Nervenzellen ist noch unbekannt, jedoch legen bisherige Untersuchungen eine Bedeutung für die Funktion der Synapsen nahe.

## SGCE-Gen
Das auf 7q21.3 liegende, ubiquitär exprimierte SGCE-Gen ist von Imprinting betroffen, wobei präferenziell das väterliche (paternale) Allel exprimiert wird. Verschiedene, durch alternatives Spleißen entstandene Isoformen des Genproduktes sind bekannt. Ein mit diesem Gen in Verbindung gebrachtes Pseudogen ist auf Chromosom 2 lokalisiert.

## Medizinische Bedeutung von Mutationen des SGCE-Gens
Im SGCE-Gen wurden bereits 65 mögliche Mutationen beobachtet, welche das Myoklonus-Dystonie-Syndrom bedingen. Die meisten dieser Mutationen führen zu verkürzten, funktionslosen SGCE-Genprodukten, oder bewirken, dass die Genprodukte nicht mehr vom Ort ihrer Entstehung zu den Zellmembranabschnitten gelangen, wo sie benötigt werden. Diese Funktionseinschränkungen der Sarcoglycan-ε-Proteine führen zu Fehlfunktionen in Kleinhirn und Basalganglien, wesentlichen Orten des Nervensystems zur Bewegungsplanung, -feinabstimmung und -kontrolle.  So kommt es zu den Bewegungsstörungen der Myoklonus-Dystonie. In der Regel führen nur Mutationen im väterlichen Allel zur Krankheitsentwicklung, wohingegen 95 % der Mutationen des mütterlichen SGCE-Gens asymptomatisch bleiben. Was in den wenigen Fällen der durch das maternale Gen bedingten Myoklonus-Dystonie zur Expression des Gens führt, ist noch unklar.